# Die treuen Tiere
Die treuen Tiere (Originalschreibweise: Die treuen Thiere) ist ein Märchen (ATU 554, 560). Es stand in den Kinder- und Hausmärchen der Brüder Grimm nur bis zur 6. Auflage von 1850 an Stelle 104 (KHM 104a) und stammt aus der mongolischen Sammlung Siddhi Kür (Nr. 13).

## Inhalt
Ein Mann auf Wanderschaft kauft mit seinem letzten Geld eine Maus, einen Affen und einen Bären in drei Dörfern los, die dort von Buben gequält werden. Er will sich etwas aus des Königs Schatzkammer leihen, wird aber gestellt und als Dieb mit Wasser und Brot in einem Kasten auf den Fluss gesetzt. Die Tiere befreien ihn. Als sie nicht weiterwissen, kommt ein weißer, eiförmiger Wunderstein geschwommen, damit wünscht der Mann sich in ein Schloss mit Garten und Pferdestall. Später kommen Kaufleute und er tauscht den Stein gegen schöne Waren. Da sitzt er wieder in dem Kasten auf dem Fluss. Diesmal können die Tiere das Schloss nicht öffnen. Da die Kaufleute noch im Schloss wohnen, geht die Maus hinein und knabbert dem Schlafenden an den Haaren, und er jagt seine Katzen fort. So beißt sie die folgende Nacht unbemerkt den roten Faden ab, an dem der Stein hängt, und schleift ihn zur Tür. Der Affe holt ihn heraus. Der Bär trägt den Affen, der den Stein im Maul trägt, und die Maus durchs Wasser. Unterwegs plaudert er und droht dem Affen, weil er nicht antwortet, worauf diesem der Stein ins Wasser fällt. Sie erzählen den Fröschen und Unken, es komme ein Feind, sie müssten alle Steine für eine Mauer sammeln. Als der Stein dabei ist, bringen sie ihn dem Mann, der Wasser und Brot schon aufgezehrt und gehungert hat. Er wünscht sich wieder in das Schloss.

## Herkunft
Grimms Anmerkung von 1822 notiert „Aus der Schwalmgegend“ (vielleicht von Ferdinand Siebert) und vergleicht eine mongolische Geschichte in Ssidi Kur, „vgl. Quarterly review 1819. XLI. p. 99.“, KHM 60 Die zwei Brüder, KHM 17 Die weiße Schlange, in Basiles Pentameron III,5 Der Mistkäfer, die Maus und die Grille, IV,1 Der Stein des Gockels, Karoline Stahls „die Gevatterinnen“, Gesta Romanorum „lat. c. 119. deutsch 76.“ Loki sticht als Fliege die schlafende Freya, damit sie das Halsband ablegt. Elbrich gibt Otnit einen Wunderstein. Es sei vielleicht ein Weise oder Jarknasteinn. Ihr Anhang im Erstdruck von 1815 nannte noch KHM 74a Von Johannes-Wassersprung und Caspar-Wassersprung, KHM 16a Herr Fix und Fertig, KHM 85 Die Goldkinder, KHM 33a Der gestiefelte Kater. Auch ihre Anmerkung zu KHM 104 Die klugen Leute geht noch darauf ein und ergänzt „Meier Nr. 14“. Dass es sich um besagten mongolischen Text aus Siddhi Kür handelt, 1804 von Benjamin Fürchtegott Balthasar Bergmann übersetzt, erfuhren die Brüder Grimm vielleicht durch Sir Francis Cohens Besprechung ihrer Märchen, 1819. Er erschien auch 1845 in Hermann Kletkes Märchensaal. Das Märchen wurde darum zur 7. Auflage durch Die klugen Leute ersetzt.
Treue Tiere gibt es auch in KHM 62 Die Bienenkönigin, KHM 169 Das Waldhaus, die Art der Hinrichtung in KHM 16 Die drei Schlangenblätter, KHM 54a Hans Dumm. Vgl. Ludwig Bechsteins Die dankbaren Tiere, Undank ist der Welt Lohn, Ulrich Jahns Volksmärchen aus Pommern und Rügen Nr. 37 Die beiden Försterskinder, Nr. 58 Das Wunderbuch.